# Malý Újezd
Malý Újezd là một làng thuộc huyện Mělník, vùng Středočeský, Cộng hòa Séc.